# بيت بونير
بيت بونير (بالإنجليزية: Pete Bonner)‏ هو لاعب كرة قدم أمريكية أمريكي، ولد في 24 سبتمبر 1894 في مقاطعة كلاي في الولايات المتحدة، وتوفي في 1 ديسمبر 1972 في آشلاند في الولايات المتحدة.